# Aeolodon
Aeolodon es un género extinto de crocodiliforme teleosáurido que vivió desde el Jurásico Superior (Titoniano del Alemania. Aunque anteriormente sinonimizado con  Steneosaurus , el análisis cladístico reciente lo considera remotamente relacionado con la especie de tipo  Steneosaurus .